# Галаев, Вахит
Вахит Галаев (азерб. Vahid Qalayev; 2000, Малгобек, Ингушетия, Россия) — российский и азербайджанский борец вольного стиля, чемпион Азербайджана.

## Спортивная карьера
Уроженец Малгобека. Является воспитанником малгобекского клуба «Кушт», тренируется под руководством Умалата Арчакова.
В августе 2019 года, победив в финале Магомеда Аличуева из Дагестана, он стал победителем Открытого всероссийского турнира среди юниоров «Дружба — мир Кавказу».
13 сентября 2020 года на Первенстве России среди юниоров в Наро-Фоминске, проиграв в борьбе за бронзовую медаль Артёму Пуховскому из Москвы, занял 5 место.
3 декабря 2020 года в Смоленске, выиграв у Сослан Хинчагов из Крыма, одержал победу на Первенстве России среди борцов до 23 лет.
С 2021 года выступает за Азербайджан. В феврале 2021 года в Киеве стал бронзовым призёром международного турнира. В начале мая 2021 года в Софии принимал участие мировом квалификационном турнире, однако путёвку на Олимпиаду в Токио не завоевал. В середине мая 2021 года в Скопье стал бронзовым призёром Первенства Европы по среди борцов до 23 лет.
22 октября 2022 года в испанском городе Понтеведра принимал участие на чемпионате мира среди спортсменов до 23 лет, где дошёл до стадии 1/4 финала, в которой уступил Алишеру Ергали из Казахстана.
23 декабря 2022 года, победив в малом финале, стал бронзовым призёром чемпионата Азербайджана.
18 марта 2023 года в полуфинале Первенства Европы среди борцов до 23 лет в Бухаресте он и его соперник Соломон Манашвили из Грузии были сняты с соревнований за неспортивное поведение.
24 октября 2023 года в Тиране, победив в схватке за 3 место Анирудха Кумара из Индии, стал бронзовым призёром чемпионата мира среди спортсменов до 23 лет.
В начале ноября 2023 года в дагестанском селе Хебда, победив в схватке за 3 место Гасана Шабанова из Махачкалы, стал бронзовым призёром Всероссийского турнира памяти Сураката Асиятилова. В декабре 2023 года в Баку, одолев в финале Юсифа Дурсунова, стал чемпионом Азербайджана

## Допинг
21 октября 2024 года стало известно, что Галаев из-за нарушение антидопинговых правил был дисквалифицирован на 4 года, причиной использование или попытка использования им запрещенного вещества или метода гормонов и модуляторов метаболизма (S4)/анастрозол или его метаболиты или маркеры. Дисквалификация действует с 29 января 2024 года до 28 января 2028 года.

## Спортивные результаты на крупных турнирах
- Чемпионат Азербайджана по борьбе 2022 — ;
- Чемпионат Азербайджана по борьбе 2023 — ;